# Gabrielle Andrews
Gabrielle Faith Andrews (West Covina, 23 december 1996) is een tennisspeelster uit de Verenigde Staten.
Op vijfjarige leeftijd begon ze met het spelen van tennis.
In 2011 behaalde ze samen met Taylor Townsend de finale van het meisjesdubbelspel op het US Open, en in 2012 wonnen ze samen het meisjestoernooi van het Australian Open en van het US Open.

## Privé
Andrews zat op de Claremont High School, en ging studeren in Californië.